# Фатуровский, Андрей Николаевич
Андрей Николаевич Фатуровский (1842—1912) — уездный предводитель дворянства, депутат Государственной думы II созыва от Херсонской губернии.

## Биография
Дворянин. В 1863 году выпускник со званием кандидат прав по разряду административных наук юридического факультета Петербургского университета. С 1868 года начал заниматься земской деятельностью. Председатель наблюдательного комитета Земского банка Херсонской губернии по адресу г. Одесса, ул. Садовая, д. 3.  С 1870 года Тираспольский уездный предводитель дворянства. Мировой судья по выборам в течение нескольких лет. С 1870 гласный Тираспольского уездного и губернского земств. В 1903 году в честь 35-летней земской деятельности А. Н. Фатуровского уездное земское собрание приняло решение открыть двухклассную земскую народную школу его имени на 250 учащихся, с пятью учителями, в Армашевском районе. В 1901 году председателем правления Земского банка Херсонской губернии. 31 августа 1904 года на годовом собрании уездного земского собрания  избран почетным мировым судьёй и в губернским гласным. Владел землёй в Тираспольском уезде Херсонской губернии площадью 50 десятин. Один из посёлков Фатуровского располагался около станции Раздельная. 

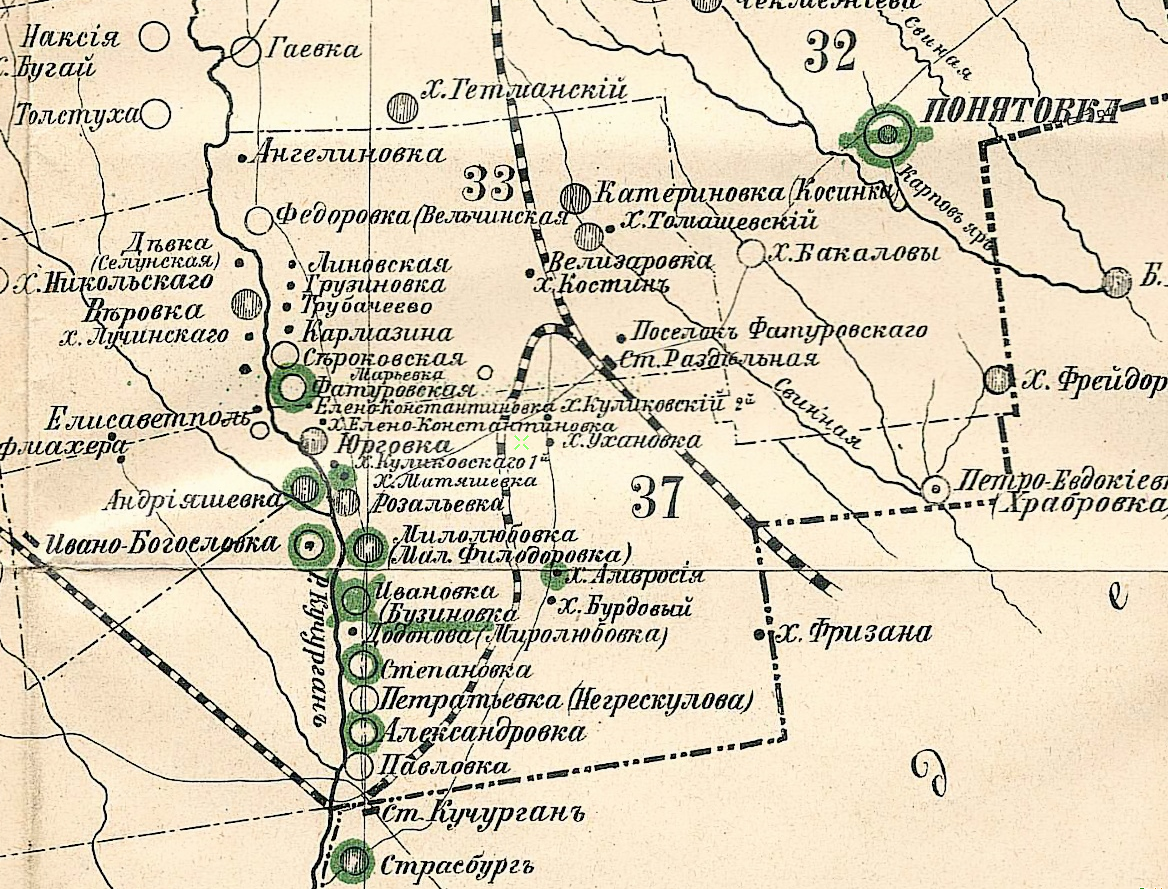
Поселок Фатуровского на карте Тираспольского уезда (1886)

6 февраля 1907 избран в Государственную думу II созыва от общего состава выборщиков Херсонского губернского избирательного собрания. Вошёл в состав фракции «Союза 17 октября». Состоял в думской Финансовой комиссии. 
К 1908-1911 годам имел чин статского советника. В 1908 году член Одесского комитета по призрению детей лиц, погибших в войну с Японией.  В 1911 году избран гласным Губернского земского собрания от Тираспольского уезда. 
По одним сведениям скончался в 1912 году, по другим в 1913. Похоронен на Втором христианском кладбище в Одессе. На памятнике сбито имя. 
16 июня 1913 году в память о 45-летней земской деятельности Фатуровского уездное земское собрание заказало в церкви панихиду по усопшему.

### Рекомендуемые источники
- «Вся Одесса. Адресная и справочная книга г. Одессы на 1908 г.»  (1908)
- «Вся Одесса. Адресная и справочная книга г. Одессы на 1910 г.»  (1910)
- «Вся Одесса. Адресная и справочная книга г. Одессы на 1911 г.»  (1911)
- «Памятная книжка Херсонской губернии на 1911 г.» (1911)
- Энциклопедический словарь Гранат. 7-е издание. т. 17. Греция-Дарвин. Приложение к тому: Члены Государственной Думы первого, второго и третьего созыва. стр. 49.

### Архивы
- Российский государственный исторический архив. Фонд 1278. Опись 1 (2-й созыв). Дело 452. Лист 9.